# Leonie Pihama
Leonie E. Pihama (* 1962) ist eine neuseeländische Hochschullehrerin und Filmerin mit Herkunft aus den Māori-iwi Te Āti Awa, Ngā Māhanga a Tairi, Ngāti Māhanga. Sie vertritt und erforscht die Philosophie des Kaupapa Māori.

## Leben und Wirken
Leonie Pihama bekam ein Stipendium der Fulbright/Ngā Pae o te Māramatanga und ist jetzt als selbständige Wissenschaftlerin tätig. Sie wurde an der University of Auckland promoviert und arbeitete zunächst an der Erziehungswissenschaftlichen Fakultät dieser Universität als Adjunct Associate Professor.
Sie hat sechs Kinder. Ihre Lebensgefährtin ist die Māori-TV Nachrichtensprecherin Ngarimu Daniels. Leonie Pihama war früher in der Geschäftsführung dieses Senders. Sie ist seit Juli 2013 Direktorin des Te Kotahi Research Institute.

## Veröffentlichungen
- L. Pihama, F Cram, S Walker: Creating Methodological Space: A Literature Review of Kaupapa Maori Research. Canadian Journal of Native Education 26 (1), 30–43.
- L. Pihama: Are films dangerous? A Maori woman's perspective on 'The Piano'. Hecate 20 (2), 239.
- L.E. Pihama: Tīhei mauri ora: Honouring our voices: Mana wahine as a kaupapa Māori: Theoretical framework. PhD Thesis-University of Auckland.
- L. Pihama: Tungia te ururua, kia tupu whakaritorito te tupu o te harakeke: A critical analysis of parents as first teachers. ResearchSpace@ Auckland.
- L. Pihama, K. Smith, M. Taki, J. Lee: A literature review on kaupapa Maori and Maori education pedagogy. Institutes of Technology and Polytechnics of New Zealand.
- P. Johnston, L. Pihama: What counts as difference and what differences count: Gender, race and the politics of difference.
- Kathie Irwin, Irihapeti Ramsden (Hrsg.): Toi Wāhine. The Worlds of Māori Women. Auckland Penguin Books 1995, ISBN 0-14-014724-1.